# Герман Георг Фріче
Герман Ганс Георг Фріче (нім. Hermann Hans Georg Fritsche; 20 грудня 1846, Бельсько, Австрійська імперія — 8 жовтня 1924, Біла-Краковська, Польська Республіка) — німецький євангельсько-лютеранський богослов, пастор та суперінтендент Галичини (1897—1924). Був президентом Євангельської церкви Аугсбурзького та Гельвецького віросповідання в Малопольщі (1920—1924).

## Життєпис
Герман Георг Фріче народився в родині хіміка Густава Фріче та його дружини Іди в сілезькому місті Бельсько.
Він відвідував гімназію в Цешині та вивчав євангельське богослов'я у Відні (1866—1869), Єні та Берліні (1869—1872). Після цього працював учителем релігії, німецької мови та географії в протестантській середній школі в Бельську.
У 1872 році був рукоположений і служив вікарієм у Бялій. У 1874 році став пастором у Вінер-Нойштадті, у 1883 році — в Бельську, а в 1885 році — у Бялій (нині частини Бельсько-Бялої).
Він ініціював створення двох шкіл і разом із дружиною заснував сиротинець у Бялій.
У 1896 році його вперше обрали президентом Генерального Синоду Євангельської церкви Аугсбурзького віросповідання в Австрії у Відні. У 1897 році він став суперінтендентом євангельської суперінтендентури Аугсбурзького віросповідання в Галичині.
У 1920 році разом з іншими заснував незалежну німецьку Євангельську церкву Аугсбурзького та Гельвецького віросповідання в Малопольщі в новій польській державі та став її президентом. У 1923 році було обрано його наступника.
8 жовтня 1924 року Герман Фріче помер у Білій-Краковській.

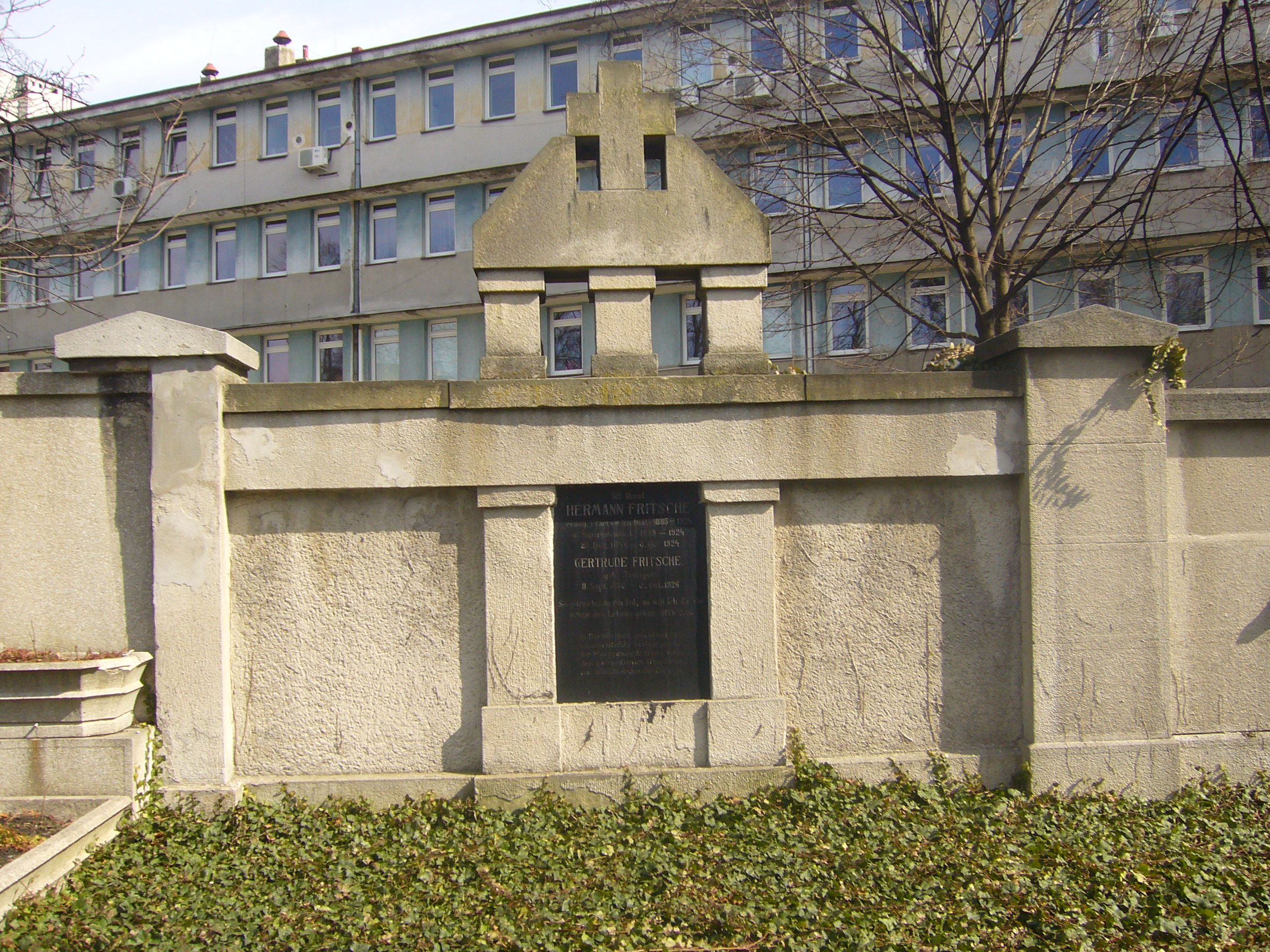
Могила Германа Фріче в Бельсько-Бялій

## Родина
Герман Фріче був одружений з Лаурою Гертрудою Зелігер (нім. Laura Gertrud Seeliger, нар. 1850), дочкою Рудольфа Зелігера, бургомістра Бялої.

## Нагороди та відзнаки
- Почесний доктор богословського факультету Віденського університету (1911)
- Орден Франца Йосифа (Командор)
- Орден Залізної Корони (Лицар)

## Праці
- Fritsche Hermann Georg. In: Jacek M. Majchrowski (Hrsg.): Kto był kim w Drugiej Rzeczypospolitej. Warszawa 1994. ISBN 83-7066-569-1. S. 189 (пол.)